# بيتر هوب
بيتر هوب (بالإنجليزية: Peter Hope)‏ هو موزع موسيقي وملحن بريطاني، ولد في 2 نوفمبر 1930.

## وصلات خارجية
- بيتر هوب على موقع ميوزك برينز (الإنجليزية)
- بيتر هوب على موقع ديسكوغز (الإنجليزية)